# France au Concours Eurovision de la chanson 1977
La France a participé au Concours Eurovision de la chanson 1977 à Londres, au Royaume-Uni. C'est la vingt-et-unième participation de la France au Concours Eurovision de la chanson.
Le pays est représenté par Marie Myriam et la chanson L'Oiseau et l'Enfant qui a permis à la France de remporter la victoire pour la cinquième fois à l'Eurovision, un record à l'époque.

## Sélection

### Demi-finales
Chaque demi-finale contient sept chansons, les trois arrivées en tête se qualifient pour la finale via les télévotes du public,,.
| Ordre | Artiste         | Chanson                   | Points | Place |
| ----- | --------------- | ------------------------- | ------ | ----- |
| 1     | Gilles Marchal  | Tu es le centre du monde  | 4 213  | 4     |
| 2     | Delfine         | Du côté de l'enfance      | 5 511  | 1     |
| 3     | Joël Prévost    | Pour oublier Barbara      | 3 918  | 6     |
| 4     | Pierre Charby   | Chacun sa chanson d'amour | 4 722  | 3     |
| 5     | Patricia Lavila | Vis ta vie                | 3 810  | 7     |
| 6     | Colin Verdier   | La vie tu sais            | 4 881  | 2     |
| 7     | Maxime Piolot   | Il faut partir            | 4 036  | 5     |

| Ordre | Artiste          | Chanson              | Points | Place |
| ----- | ---------------- | -------------------- | ------ | ----- |
| 1     | Monique Pianéa   | Je suis comme elle   | 5 001  | 2     |
| 2     | Corinne Colbert  | La Poupée            | 4 879  | 3     |
| 3     | Élisabeth Jérôme | Dans les nuages      | 3 293  | 7     |
| 4     | Marie Myriam     | L'Oiseau et l'Enfant | 7 164  | 1     |
| 5     | Millie Carali    | Un enfant peut-être  | 4 332  | 5     |
| 6     | Primevère        | Dites-moi            | 4 489  | 4     |
| 7     | Arlène           | Le Cerf-volant       | 3 960  | 6     |

### Finale
La finale a eu lieu le 6 mars 1977 à Paris, présentée par Évelyne Leclercq, Patrick Sébastien et Yves Lecoq. La chanson gagnante est choisie par les télévotes du public,.
| Ordre | Artiste         | Chanson                   | Points | Place |
| ----- | --------------- | ------------------------- | ------ | ----- |
| 1     | Pierre Charby   | Chacun sa chanson d'amour | 3 562  | 5     |
| 2     | Colin Verdier   | La vie tu sais            | 4 845  | 4     |
| 3     | Marie Myriam    | L'Oiseau et l'Enfant      | 10 178 | 1     |
| 4     | Delfine         | Du côté de l'enfance      | 6 066  | 3     |
| 5     | Monique Pianéa  | Je suis comme elle        | 2 740  | 6     |
| 6     | Corinne Colbert | La Poupée                 | 7 565  | 2     |

## À l'Eurovision

### Points attribués par la France
| 12 points | Royaume-Uni |
| 10 points | Irlande     |
| 8 points  | Pays-Bas    |
| 7 points  | Italie      |
| 6 points  | Portugal    |
| 5 points  | Monaco      |
| 4 points  | Finlande    |
| 3 points  | Grèce       |
| 2 points  | Israël      |
| 1 point   | Allemagne   |

### Points attribués à la France
| 12 points                       | 10 points                                          | 8 points   | 7 points           | 6 points              |
| ------------------------------- | -------------------------------------------------- | ---------- | ------------------ | --------------------- |
| - Finlande - Allemagne - Suisse | - Irlande - Israël - Italie - Luxembourg - Espagne | - Pays-Bas | - Autriche - Grèce | - Suède - Royaume-Uni |
| 5 points                        | 4 points                                           | 3 points   | 2 points           | 1 point               |
| - Portugal                      | - Belgique - Monaco                                | - Norvège  |                    |                       |

Marie Myriam interprète L'Oiseau et l'Enfant en 18e et dernière position sur la scène après la Belgique. Au terme du vote final, la France termine 1re avec 136 points, marquant la cinquième et — en 2025 — dernière fois que la France remporte la victoire à l'Eurovision.